# Otago-Gletscher
Der Otago-Gletscher ist ein rund 30 km langer Gletscher in der antarktischen Ross Dependency. In der Queen Elizabeth Range des Transantarktischen Gebirges fließt er von der Nordostflanke des Mount Markham zum Nimrod-Gletscher, in den er unmittelbar östlich der Svaton Peaks einmündet.
Die Nordgruppe der von 1961 bis 1962 dauernden Kampagne im Rahmen der New Zealand Geological Survey Antarctic Expedition benannte ihn nach der University of Otago im neuseeländischen Dunedin.